# أوري كورونيل
أوري كورونيل (بالهولندية: Uri Coronel)‏ هو مسؤول رياضي ورائد أعمال وقانوني هولندي، ولد في 24 ديسمبر 1946 في أمستردام في هولندا، وتوفي بنفس المكان في 18 يوليو 2016.

## وصلات خارجية
- أوري كورونيل على موقع قاعدة بيانات كرة القدم.إي يو (الإنجليزية)